# Gabriel Grupello

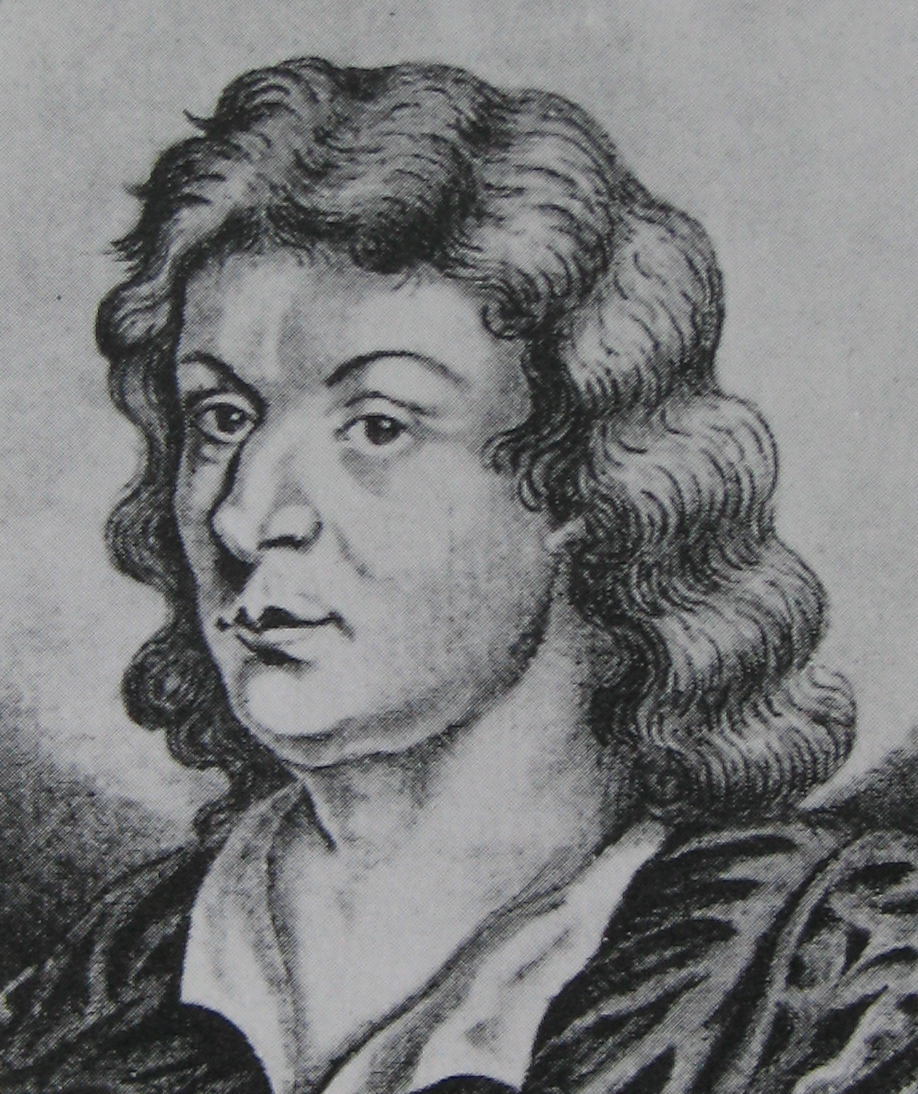
Gabriel Grupello

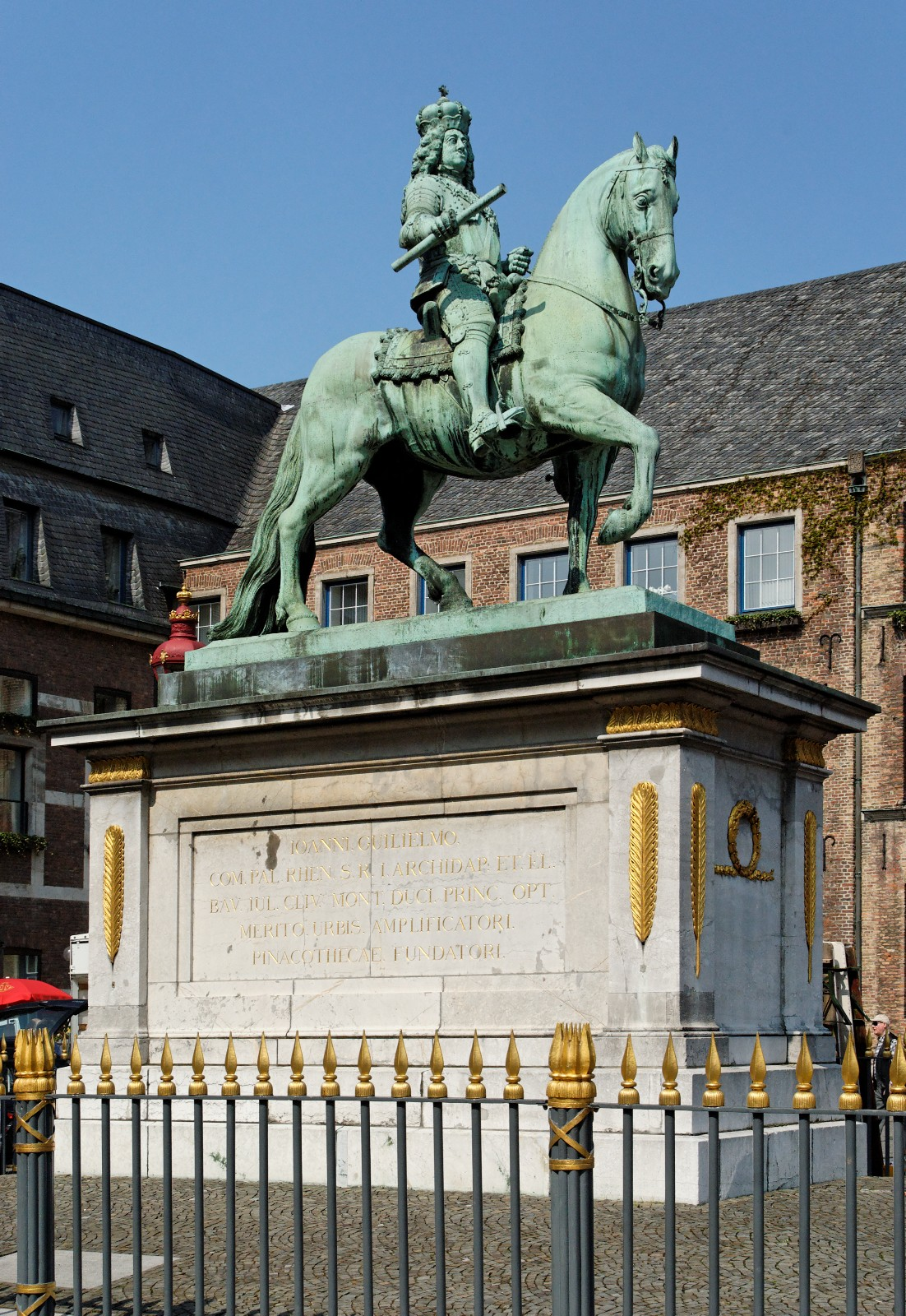
Jan-Wellem-Reiterdenkmal, Düsseldorf

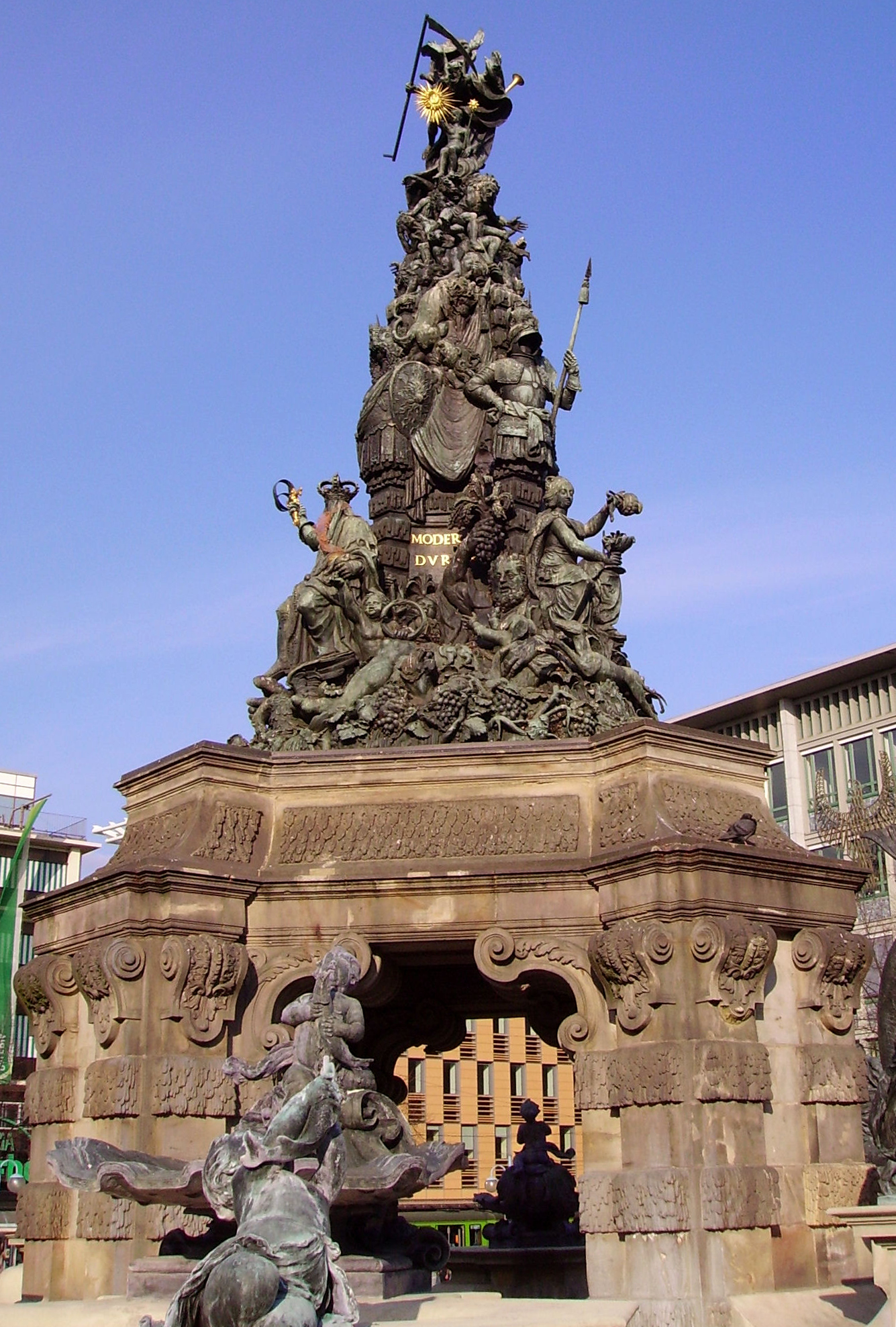
Grupello-Pyramide, Mannheim

Gabriel Grupello, auch Gabriel de Grupello (* 23. Mai 1644 in Geraardsbergen; † 20. Juni 1730 auf Schloss Erenstein in Kerkrade), war ein flämischer Bildhauer des Barock.

## Leben
Gabriel Grupello wurde in Geraardsbergen in Ostflandern als Sohn des in spanischen Diensten stehenden Kavalleriehauptmanns italienischer Abstammung Bernardo Rupelli und seiner flämischen Frau Cornelia Delinck geboren. Sein Vater, der früh verstarb, gehörte der höheren nichtadeligen Gesellschaftsschicht an. Grupello ließ sich später mit Chevalier de Grupello anreden, eine adelige Abstammung lässt sich jedoch nicht nachweisen.
Als Vierzehnjähriger begann er eine fünfjährige Ausbildung zum Bildhauer bei Artus Quellinus in Antwerpen, ob beim Jüngeren oder beim Älteren ist nicht bekannt, wahrscheinlich jedoch bei Artus Quellinus dem Älteren. Danach ging Grupello zum Haager Bildhauer Johann Lasson und schließlich zum zweijährigen Studium nach Paris und Versailles, wo er während eines zweijährigen Aufenthalts die Bronzegusstechnik erlernte.
1671 beantragte er das Bürgerrecht in Brüssel und eröffnete eine eigene Werkstatt. Er arbeitete für verschiedene Herrscher, darunter den spanischen König Karl II., Wilhelm II. von Oranien oder den brandenburgischen Kurfürsten Friedrich III.
1695 wurde Grupello vom pfälzischen Kurfürsten Johann Wilhelm, genannt Jan Wellem, an den Hof nach Düsseldorf als Hofstatuarius berufen. Grupello schuf zahlreiche Bildwerke des Herrscherpaares aus Marmor und Bronze und war für die Überwachung von Handwerkern zuständig, die an den kurfürstlichen Schlössern arbeiteten. Im Jahre 1708 schenkte Johann Wilhelm II. Herzog von Jülich und Berg das nach Plänen von Matteo Alberti im Jahr 1706 erbaute Haus am Marktplatz 3. Nebenan befanden sich unter anderem die Werkstätten und das Gießhaus, das spätere Grupello-Theater, des Künstlers, in dem auch das Reiterstandbild entstand.
Mit dem Tod des Kurfürsten 1716 endete die Tätigkeit des Bildhauers am Hof. Johann Wilhelms Nachfolger Kurfürst Carl Philipp führte Sparmaßnahmen durch und entließ Beamte und Künstler in Gnaden. Kaiser Karl VI. ernannte ihn 1719 zum Kaiserlichen Statuarius mit einem Gnadengehalt. Grupello wandte sich nun überwiegend der sakralen Kunst zu. 1725 zog Grupello mit seiner Frau Maria Anna, geborene Dautzenberg (1670/1676–1735), zur Tochter, die mit einem kaiserlichen Lehensdirektor (Amtsschultheiß) verheiratet war, auf Schloss Ehrenstein. Dort starb er 1730 im Alter von 86 Jahren.

## Ehrungen
In Düsseldorf, Neuss, Mannheim und Kerkrade wurden Straßen nach Grupello benannt.

## Werk
Als Hauptwerk Grupellos Brüsseler Zeit gilt der marmorne Wandbrunnen, den er für den Festsaal der Seefischhändler-Zunft schuf. Aus seiner Düsseldorfer Schaffensperiode ragen vor allem zwei monumentale Kunstwerke aus Bronzeguss hervor, das Reiterstandbild des Kurfürsten Johann Wilhelm (Jan Wellem) auf dem Düsseldorfer Marktplatz und die Grupello-Pyramide, die heute auf dem Paradeplatz in Mannheim steht. Des Weiteren fertigte er Statuen an, welche unter anderem im Schlossgarten des Schwetzinger Schlosses zu sehen sind. Von den sakralen Kunstwerken seines Spätwerks gelten viele als verschollen bzw. wurden beim Brand des Düsseldorfer Schlosses zerstört. Erhalten blieb ein Prunksarkophag des Kurfürsten Johann Wilhelm im Mausoleum der Düsseldorfer Hofkirche St. Andreas.
Im Dom in Aachen steht das Grupello-Kruzifix seit 1805, das Grupello 1725 anfertigte.

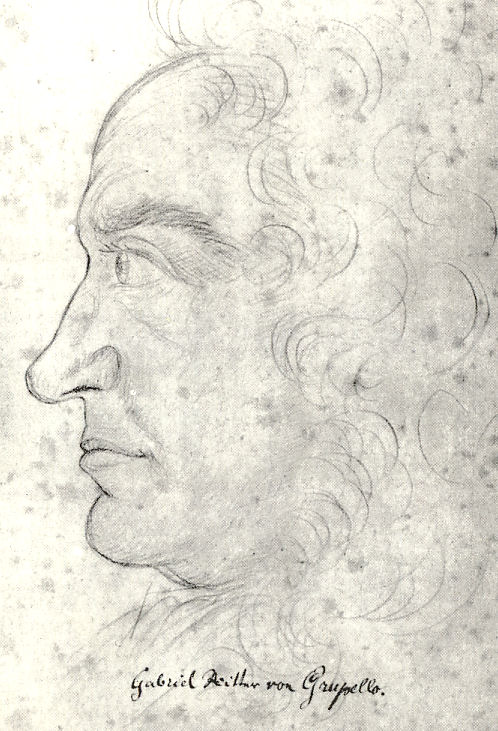
Gabriel Grupello, Selbstbildnis um 1700, Museum Kunstpalast Düsseldorf
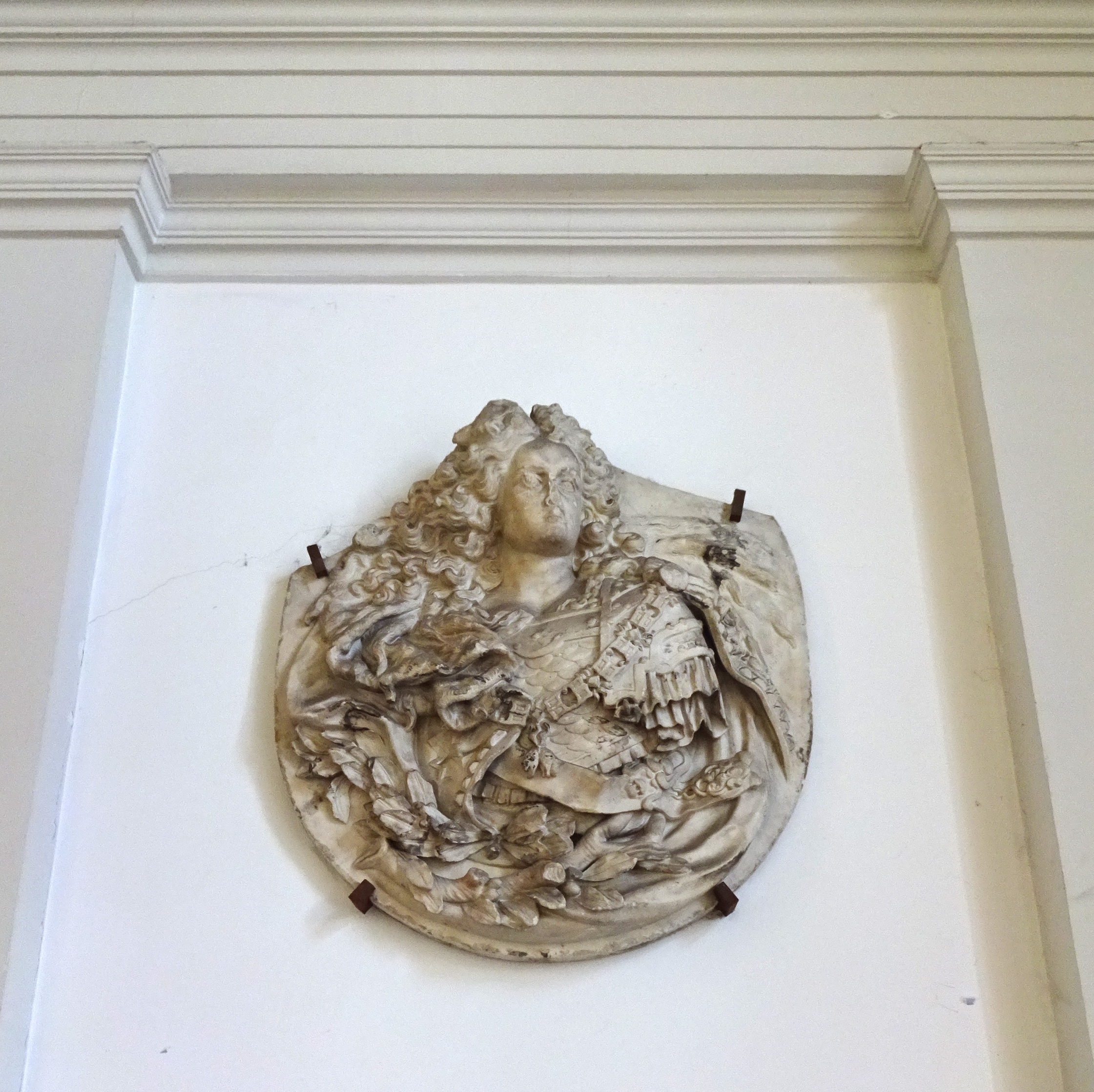
Kurfürst Johann Wilhelm, 1695–1697, Kunstakademie Düsseldorf
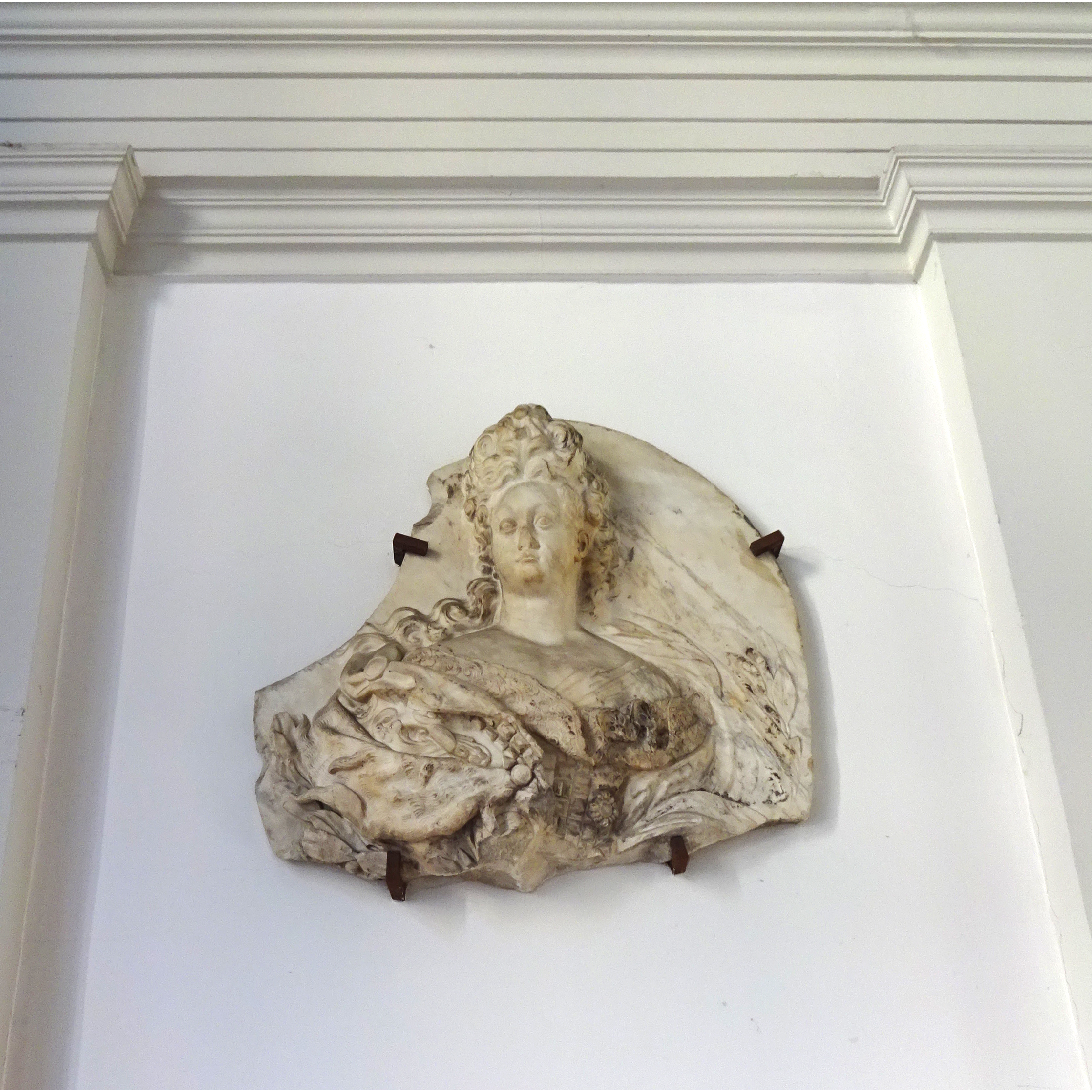
Kurfürstin Anna Maria Luisa de’ Medici, 1695–1697, Kunstakademie Düsseldorf
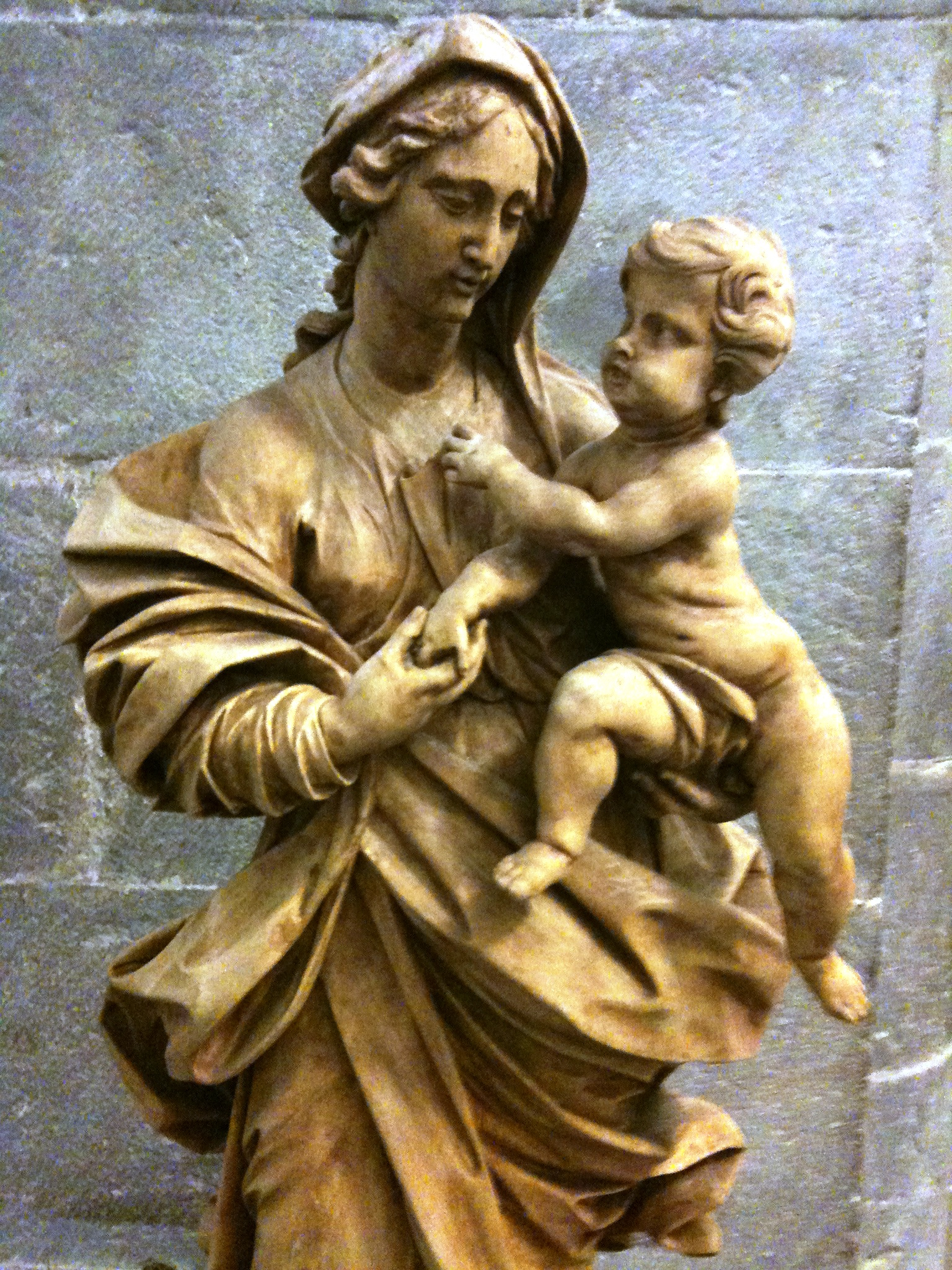
Muttergottes, Lindenholz um 1725, Museum Schnütgen Köln
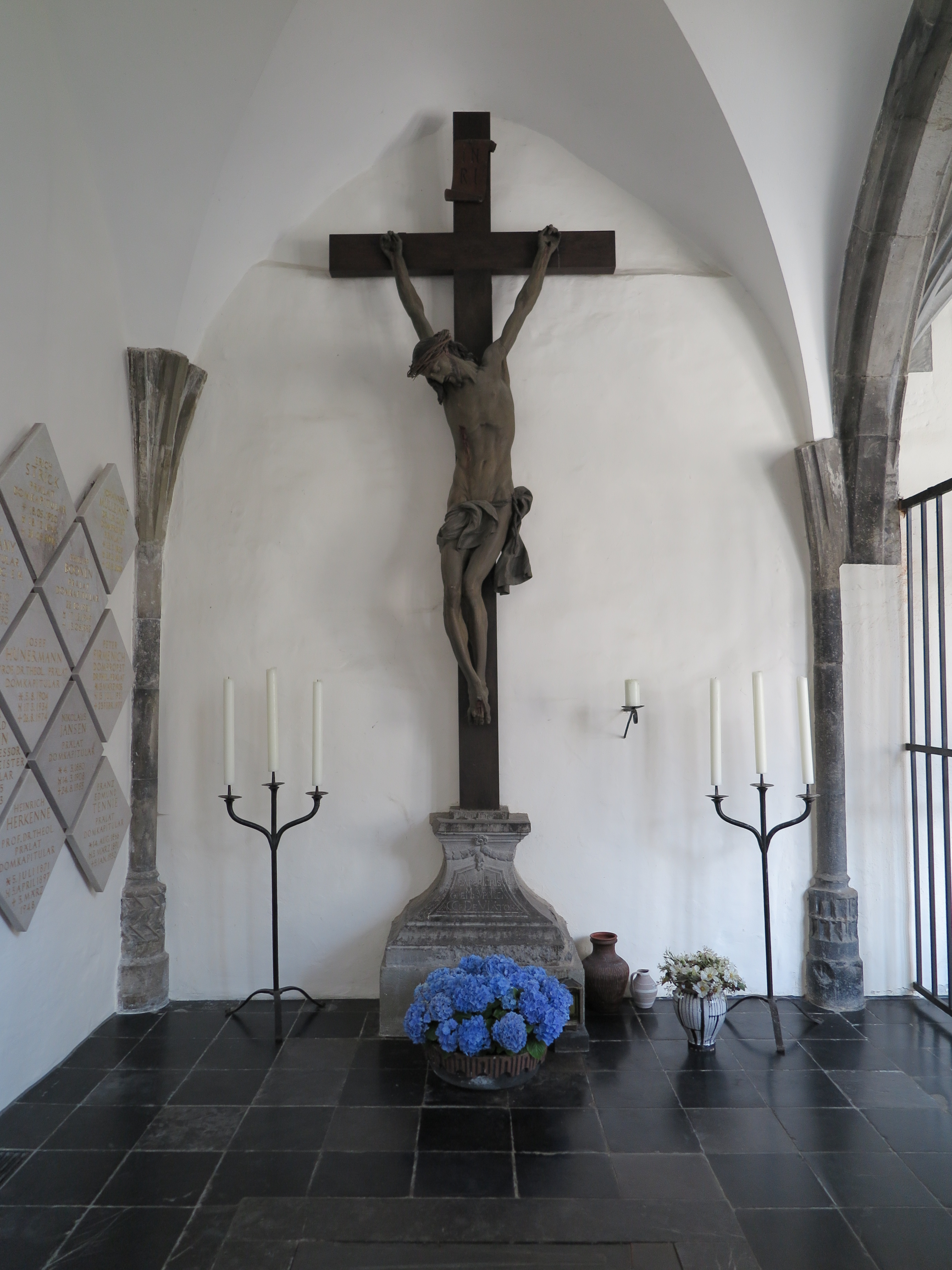
Grupello-Kruzifix